# Football Club Chiasso 1920-1921
Questa pagina raccoglie i dati riguardanti il Football Club Chiasso nelle competizioni ufficiali della stagione 1920-1921.

## Stagione
Il Chiasso rischiò seriamente la retrocessione evitandola grazie alla vittoria nello spareggio salvezza contro lo Stelvio. Il 5 dicembre 1920, sul campo neutro di Saronno, il Chiasso si impose per 2-0 (reti di Riva al 65' e di Carò al 70') in una partita caratterizzata da espulsioni (Cavadini del Chiasso e Monti e Pizzalunga dello Stelvio) e intemperanze del pubblico (che costrinsero l'arbitro Rusconi a sospendere la partita per cinque minuti). Tuttavia lo Stelvio sporse reclamo chiedendo la ripetizione della partita per le dimensioni non regolamentari del pallone impiegato in campo. Il Comitato Regionale Lombardo lo accolse facendo ripetere la partita sempre a Saronno il 19 dicembre 1920: il Chiasso si impose per 1-0 salvandosi dalla retrocessione.

## Rosa
| N. |                     | Ruolo | Calciatore                  |
| -- | ------------------- | ----- | --------------------------- |
|    | Svizzera (bandiera) | P     | Ferdinando Brocchi          |
|    | Svizzera (bandiera) | A     | Giovanni Carò               |
|    | Italia (bandiera)   | A     | Pietro Cavadini             |
|    | Svizzera (bandiera) | A     | Ceppi                       |
|    | Svizzera (bandiera) | A     | Renato Chiesa               |
|    | Italia (bandiera)   | D     | Pietro Gattoni              |
|    | Svizzera (bandiera) | C     | Adolfo Gusberti             |
|    | Svizzera (bandiera) | C     | Cornelio Lurati             |
|    | Italia (bandiera)   | A     | Francesco Lurati (capitano) |

| N. |                     | Ruolo | Calciatore        |
| -- | ------------------- | ----- | ----------------- |
|    | Svizzera (bandiera) | D     | Giacomo Marazzi   |
|    | Italia (bandiera)   | D     | Melli             |
|    | Svizzera (bandiera) | D     | Orfeo Regazzoni   |
|    | Italia (bandiera)   | A     | Alberto Riva (I)  |
|    | Italia (bandiera)   | A     | Luigi Riva (II)   |
|    | Italia (bandiera)   | D     | Roncoroni         |
|    | Svizzera (bandiera) | A     | Luigi Valcamonica |
|    | Svizzera (bandiera) | P     | Ernesto Verda     |

## Risultati

### Prima Categoria

#### Girone D lombardo

##### Girone di andata
| Arbitro: | Gama (Milano) |

|                                      |           |                 |
| Cetti I 36’ Donegana 52’ Bianchi 66’ | Marcatori | 37’ (rig.) Riva |

| Arbitro: | Zoni (Varese) |

|  |           |                                                    |
|  | Marcatori | 42’, 68’ Raso 65’ (rig.) Pirovano 85’ (aut.) Melli |

| Arbitro: | Panzeri (Milano) |

|   |           |   |
| ? | Marcatori | ? |

##### Girone di ritorno
| Arbitro: | Grossi (Milano) |

|  |           |                               |
|  | Marcatori | Donegana Cetti I 65’ Cetti II |

| Arbitro: | Trezzi (Milano) |

|                              |           |            |
| Tosi 3’ Crespi 82’ Rossi 88’ | Marcatori | 21’ Chiesa |

| Arbitro: | Ferradini (Milano) |

|                    |           |  |
| Carò 35’, 37’, 60’ | Marcatori |  |

#### Spareggio salvezza
| Arbitro: | Pozzi (Monza) |

|  |           |       |
|  | Marcatori | 35’ ? |